# Prêmio Nacional da Cultura Galega
Os Prêmios Nacionais da Cultura Galega concede-os a Junta de Galiza a pessoas ou entidadas que destacaram nese ano pelo seu labor em diversos campos artísticos e sociais ou en reconhecemento à sua trajectória. Os laureados são seleccionados por um júri único formado por quinze pessoas.
Os prêmios convocam-se anualmente desde 2008, edição na que os laureados receberam 15.000 euros de prémio. Os galardoados anunciam-se nos meses de Maio e Junho.

## Categorias
- Premio Nacional de Arquitectura e espaços públicos
- Premio Nacional de Artes visuais
- Premio Nacional de Artes cénicas
- Premio Nacional de Literatura
- Premio Nacional de Música
- Premio Nacional de Patrimônio cultural
- Premio Nacional de Pensamento e cultura científica
- Premio Nacional de Cinema e audiovisual
- Premio Nacional de Iniciativa cultural
- Premio Nacional de Cultura tradicional e de base

## Premiados por anos

### 2008
- Manuel Gallego Jorreto • Arquitectura e espaços públicos
- Francisco Leiro • Artes visuais
- Margarita Ledo • Cinema e audiovisual
- Museo do Pobo Galego • Cultura tradicional e de base
- Xosé Luís Méndez Ferrín • Literatura
- Francisco Díaz-Fierros • Pensamento e Cultura científica
- Remodelação urbana de Pontevedra • Patrimônio cultural
- Mercedes Peón • Música
- Laboratorio de Formas • Iniciativa cultural
- Manuel Lourenzo • Artes cénicas